# Металепсис
Металепсис (дав.-гр. μετάληψις — «переставлення», від μετά — «через» і ληψις — «схоплювання») — складний троп, у якому слово вживається в переносному значенні, утворене через одне або декілька найменувань.
Синонімом металепсису є латинське transumption, яке було введене Квінтиліаном як еквівалент грецького.

## Приклади
- десять жнив минуло (під жнивами розуміється літо, під літом — цілий рік);

- після нападу я тяжко захворів (під нападом розуміється удар, під ударом — шрам, під шрамом — рану, під раною — хвороба й біль);

- Христос — син Авраама (під Авраамом розуміється спочатку Ісаак, під Ісааком — Іаков, під Іаковом — Давид, під Давидом — інший, і так аж до Іосифа).

## Джерело
- Митрофан Довгалевський. Поетика (Сад поетичний). — К: Мистецтво, 1973. — 436 с.